# ACME (Sydney)

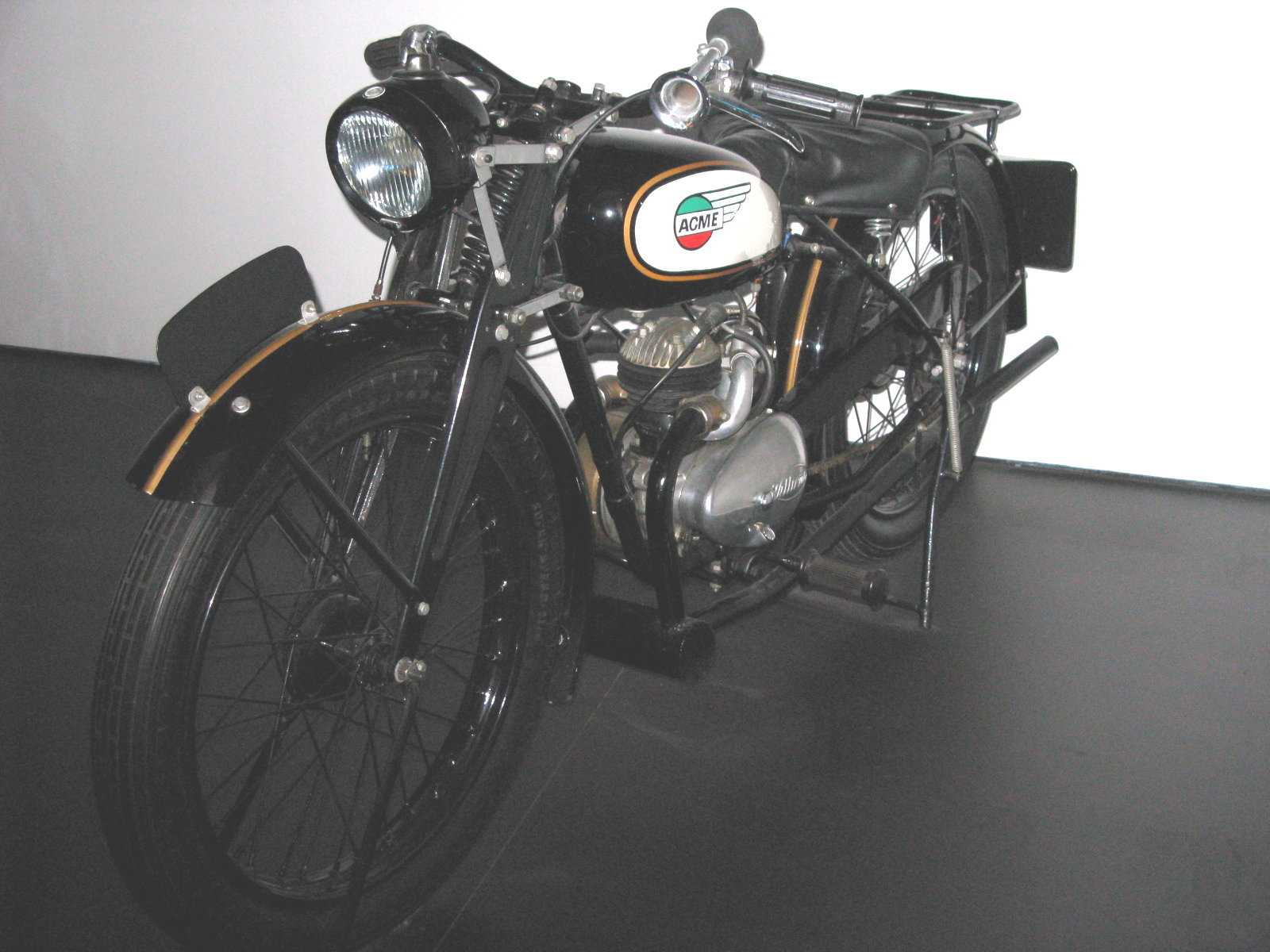
ACME (Bennet & Wood) 1939

ACME is een historisch merk van motorfietsen.
Deze werden geproduceerd door de firma Bennet & Wood in Sydney.
ACME is een Australisch motorfietsmerk waarvan weinig bekend is. Zeker is dat men rond 1950 motorfietsen met Villiers-tweetaktmotoren maakte.
Er was nog een merk met de naam ACME: zie ACME (Earlsdon).